# Viniculture
Ne doit pas être confondu avec la viticulture, ni avec la vinification.
La viniculture désigne l'ensemble des opérations d'élaboration du vin ainsi que des produits procédant de ce dernier et du marc de raisin dit de cuve ou de vin : vin doux naturel, eau-de-vie de vin, eau-de-vie de marc, vin de liqueur, vinaigre de vin... Dès lors, la viniculture relève de l'industrie agroalimentaire, ses opérations constitutives (en particulier la vinification) étant postérieures à la vendange ou éventuellement au passerillage, jusqu'au conditionnement du produit fini.

## Étapes successives de la Viniculture

### Opérations succédant immédiatement à la vendange
- passerillage éventuel d'après-vendange (opération pouvant relever du viticulteur stricto sensu)
- éraflage éventuel
- foulage préfermentaire éventuel (pour la vinification en vin rouge de garde et vin rosé de pressurage direct)
- pressurage (pour la vinification en vin blanc)
- filtration éventuelle du moût pour en extraire notamment le jus de raisin
- cuisson éventuelle du moût pour élaborer un vinaigre balsamique
- valorisation éventuelle du marc de presse (résultant du pressurage) par une distillerie pour la production d'ethanol (les pépins de raisin étant valorisés par extraction d'huile de pépins de raisin)
- macération pelliculaire éventuelle
- débourbage
- sulfitage éventuel
- assemblage éventuel de différentes cuvées de moûts (dans le cas de vinifications séparées de différents cépages)

### Vinification
La vinification intègre éventuellement un mutage (production de vin doux naturel) et/ou une aromatisation (vin aromatisé)
- opérations préliminaires à la cuvaison
- cuvaison
- opérations succédant à la cuvaison

### Distillation éventuelle
- distillation (simple ou double) du vin de chaudière : production d'eau-de-vie de vin
- distillation du marc dit de cuve ou de vin : production d'eau-de-vie de marc

### Élevage éventuel
- élevage du vin avec ou sans élaboration en vin de voile, rancio, vin mousseux ou vinaigre de vin
- élevage de l'eau-de-vie de raisin (eau-de-vie de vin ou de marc)

### Opérations finales ou complémentaires
- assemblage éventuel du moût et de l'eau-de-vie de raisin (production de mistelle)
- préstockage en chai
- conditionnement (notamment la mise en bouteille ou en caisse-outre)
- mise en cave à vin éventuelle
- valorisation éventuelle du marc de cuve non distillé et destiné à une consommation condimentaire (dans certaines moutardes notamment)

## Lexicologiedunéologisme« viniculture »

### Étymologie
L'ensemble des termes en question a été formé par combinaison des racines latines vitis (vigne) et vinum (vin) auxquelles est accolée la dérivation lexicale commune cultura.

### Lexicographiehistorique
Le développement d'une terminologie de plus en plus spécifique au domaine de la vigne et du vin est la conséquence de la prise d'autonomie de ces sujets par rapport aux autres domaines couverts par l'agriculture. Même si la culture de la vigne et la fabrication du vin donnent lieu, dès l'antiquité, à des travaux "savants" par exemple chez Pline l'Ancien ou chez Columelle, le sujet reste jusqu'à la fin du XVe siècle une composante au sein de l'étude plus générale des questions agricoles. Ce rattachement de l'étude des problématiques vitivinicoles à l'agriculture est encore présent chez Olivier de Serres mais dès le XVIe siècle commencent à apparaître des écrits consacrés exclusivement à la vigne et à l'exploitation de son fruit, d'abord en latin puis en français..
Dans son acception initiale, le néologisme viniculture désigne l'ensemble des activités consacrées à la production de vin, en incluant la viticulture. Cette dernière étant une activité purement agricole ayant pour finalité la production générale de raisin, le terme tend désormais à ne désigner stricto sensu que l'ensemble des opérations d'élaboration du vin
Le mot viticulture et ses dérivés ne feront leur apparition dans la terminologie savante puis dans le langage courant qu'au cours du XIXe siècle. C'est le terme viticole qui est le premier à apparaître, dans l'édition de 1803 du Dictionnaire Universel de Boiste ; il est toutefois à ce stade employé en substantif, comme synonyme de vigneron. En 1845, les termes viticulture et viniculture font leur entrée dans le Dictionnaire national de Louis-Nicolas Bescherelle, qui les traite cependant comme synonymes, en signalant pour viniculture que "ce mot est mal formé, on devrait dire viticulture".
Le terme vitiviniculture reste aujourd'hui d'un usage peu commun, même si son utilisation est attestée dès 1905 sous la forme viti-viniculture. Le terme vitivinicole, sous la forme viti-vinicole, apparait dans les dernières années du XIXe siècle ; il est employé ponctuellement dans la revue  bimensuelle Le Progrès Agricole et Viticole, fondée en 1883 par Léon Degrully.
L'évolution lexicologique a entraîné l'apparition du terme vitiviniculture (ou viti-viniculture) désignant la réunion des activités viticoles (viticulture) et vinicoles (viniculture). Les substantifs viticulteur et viniculteur ainsi que les adjectifs viticole, vinicole et vitivinicole (ou viti-vinicole) procèdent de cette même évolution lexicologique, un vigneron ou une vigneronne étant un exploitant agricole pratiquant la viticulture et la viniculture (vitiviniculteur).

## Produits directs et indirects de la Viniculture

### Vin

#### Catégories générales de vins
- vin blanc
  - blanc de blancs
  - blanc de noirs
- vin rouge
- vin rosé
  - œil-de-perdrix
  - vin gris
  - clairet

#### Genres de vins
- vin tranquille
  - vin de chaudière
  - vin clair
  - vin primeur
  - vin d'amphore
  - vin de table
- vin effervescent
- vin doux naturel
- vin de liqueur
- vin aromatisé
- vin naturel
- vin de garde

#### Types particuliers de vins
- vin sec
- rancio (dont le vin de voile)
- vin moelleux et vin liquoreux
  - vin passerillé
  - vin botrytisé
  - vin de glace
  - vin bourru
  - bernache
  - trockenbeerenauslese
  - sélection de grains nobles
  - spätlese
  - vin de raisins surmûris
  - vin demi-sec
  - vendanges tardives

### Eau-de-viede raisin
- eau-de-vie de vin
- eau-de-vie de marc

### Condiments
- vinaigre de vin
- vinaigre balsamique
- verjus
- huile de pépins de raisin
- marc de vin
- vincotto